# Valkyrie (band)
Valkyrie is een Amerikaanse doommetalband uit Harrisonburg (Virginia), opgericht in 2002.

## Bezetting
Huidige bezetting
- Alan Fary (e-basgitaar)
- Warren Hawkins (drums)
- Peter Adams (e-gitaar, zang)
- Jake Adams (e-gitaar, zang)

Voormalige leden
- Eric Seaman (e-basgitaar)
- Nick Crabill (e-basgitaar)
- Will Barry-Rec (e-basgitaar)
- Luke Shafer (drums)
- Gary Isom (drums)
- Mike Hoke (drums)
- Nic McInturff (drums)

## Geschiedenis
De band werd geformeerd in de zomer van 2002 en bestond uit zanger en gitarist Jake Adams, de bassist Eric Seaman en de drummer Luke Shafer. Met deze bezetting werd in 2003 een eerste demo uitgebracht met vijf nummers, waaronder Wintry Plains, die twaalf jaar later op het album Shadows te horen was met een ander arrangement. In 2004 trad Jake's broer Peter toe tot de band als tweede gitarist en zanger. Kort daarna nam de band nog een demo op bij een lokaal radiostation van de universiteit. Daarna verliet Shafer de band en werd vervangen door Mike Hoke. Dit werd gevolgd door de demo Sunlight Shines en een split-publicatie met VOG. Eind 2004 scheidden Seaman en Hoke zich van de band en werden vervangen door bassist Nick Crabill en drummer Nic McInturff. In deze bezetting werd het titelloze debuutalbum opgenomen, dat werd uitgebracht door Twin Earth Records en geproduceerd door Chris Kozlowski. Begin 2006 voegden Will Barry-Rec en Gary Isom zich bij de band als nieuwe bassist en drummer.
Deze bezetting werd gevolgd door optredens op verschillende festivals in de Verenigde Staten, zoals de Emissions from the Monolith Fest in Austin (Texas) en het Stoner Hands of Doom Festival in Phoenix (Arizona). Isom scheidde zich medio 2007 opnieuw van de band, waarna Warren Hawkins als vervanger toetrad. In 2008 werd het tweede album Man of Two Visions uitgebracht door het eigen bandlabel Noble Origins. Bij Kreation Records uit Seattle werden het album en debuutalbum in 2007 en 2008 opnieuw uitgebracht als plaat. In 2008 trad Peter Adams ook toe tot Baroness. In juli 2010 werden de twee albums als cd opnieuw uitgebracht bij Meteorcity Records. Alan Fary kwam in maart 2012 bij de band als bassist, voordat een split-publicatie met Earthling werd opgenomen en het jaar daarop werd uitgebracht. In de zomer van 2014 werd onder leiding van Sanford Parker het derde album Shadows opgenomen. De publicatie van de opnamen vond medio 2015 plaats.

## Stijl
laut.de schreef dat de band doommetal speelt, vermengd met typische hardrock uit de jaren 1970 en vroege klanken van de New Wave of British Heavy Metal. Daarnaast zijn invloeden van southern rock hoorbaar. Kenmerkend zijn ook 'soepele twingitaar runs' en de zang van Jake Adams, die iets doet denken aan Danzig.
Frank Thießies van Metal Hammer ontdekte in zijn recensie van Man of Two Visions dat er invloeden van doommetal, classic rock en psychedelische rock uit de jaren 1970 op het album staan. Hij was vooral onder de indruk van het gitaarwerk, dat doet denken aan Thin Lizzy en Iron Maiden. Het album klinkt hypnotiserend, ruig en filigraan, waarbij de band vertrouwt op authenticiteit en sfeer. In hetzelfde nummer deed Thorsten Zahn ook verslag van de band en beschreef de muziek als een mix van stonerrock, klassieke riffs en elementen uit heavy metal. In een interview met hem verklaarde Jake Adams dat Man of Two Visions in eerste instantie een conceptalbum zou moeten zijn, maar het geld en de tijd ontbrak om het goed te doen. Volgens Zahn werd het debuutalbum beïnvloed door bands als Spirit Caravan en Place of Skulls, terwijl ze voor Man of Two Visions meer gericht waren op de Scorpions, UFO en Thin Lizzy.
Wolfgang Liu Kuhn heeft Shadows speciaal aanbevolen aan fans van Thin Lizzy, Saint Vitus, Trouble, Black Sabbath en Iron Maiden. In een interview met hem verklaarde Peter Adams dat elk lid probeert zijn invloeden binnen te halen. Over het algemeen probeert de band harmonieën te creëren die zo gedenkwaardig mogelijk zijn. Michael Rensen had het album al eerder beoordeeld. De band beweegt in een driehoek tussen dubbele leadgitaren van Wishbone Ash, de relatief levendige Doom by Trouble en de krakende rifgolven van de vroege Black Sabbath. De nummers zouden ook vergelijkbaar zijn met werken van Iron Maiden halverwege de jaren 1980.

## Discografie
- 2003: Demo 1 (demo, eigen publicatie)
- 2003: Demo 2 (demo, eigen publicatie)
- 2004: Sunlight Shines (demo, eigen publicatie)
- 2005: VOG / Valkyrie (split met VOG, eigen publicatie)
- 2006: Valkyrie (album, Twin Earth Records)
- 2008: The Auld Dirt Road/False Dreams (split met Bible of the Devil, Heavy BirtH Records)
- 2008: Man of Two Visions (album, Noble Origins Records)
- 2012: Mountain Stomp / Losing Sight (split met Earthling, Tension Head Records)
- 2015: Shadows (album, Relapse Records)